# ستوكويل (محطة مترو أنفاق لندن)
ستوكويل (بالإنجليزية: Stockwell)‏ هي إحدى محطات مترو أنفاق لندن. تقع على خط نورذيرن وفيكتوريا أفتتحت في المنطقة (Zone) رقم 2 أفتتحت في 18 ديسمبر 1890. 